# ستانلي روبين
ستانلي روبين (بالإنجليزية: Stanley Rubin)‏ هو كاتب سيناريو ومنتج أفلام أمريكي، ولد في 8 أكتوبر 1917 في نيويورك في الولايات المتحدة، وتوفي في 2 مارس 2014 في لوس أنجلوس في الولايات المتحدة بسبب مرض.

## وصلات خارجية
- ستانلي روبين على موقع IMDb (الإنجليزية)
- ستانلي روبين على موقع ألو سيني (الفرنسية)
- ستانلي روبين على موقع أول موفي (الإنجليزية)
- ستانلي روبين على موقع قاعدة بيانات الأفلام السويدية (السويدية)
- ستانلي روبين على موقع قاعدة بيانات الفيلم (الإنجليزية)
- ستانلي روبين على موقع كينوبويسك (الروسية)